# リーディング (競馬)
リーディング（leading）とは、競馬における騎手や調教師、種牡馬などの成績に関する順位を指す言葉である。たとえば「A騎手はJRAリーディングm位」という表現は、A騎手が当該年度におけるJRA主催のレースに出走した騎手の中でm番目によい成績を挙げていることを意味する。ただし、英語においてleading単体ではこの項で述べるような意味はない。
なお、それぞれの成績ランキングで1位にある人や馬のことを「リーディング○○」と表現することがある。たとえば騎手成績が1位の騎手は「リーディングジョッキー」と表現される。（JRA賞の項も併せて参照されたい）
日本におけるリーディングには
- 騎手部門（通常は勝利数を集計する。1位の騎手をリーディングジョッキーという）
- 調教師部門（通常は勝利数を集計する。1位の調教師をリーディングトレーナーという）
- 種牡馬部門（通常は収得賞金額を集計する。2歳馬のレース限定のリーディングも存在する。1位の種牡馬をリーディングサイアーという）
- ブルードメアサイアー部門（通常は収得賞金額を集計する。1位のブルードメアサイアーを、リーディングブルードメアサイアーという）
- 馬主部門（通常は収得賞金額を集計する。1位の馬主をリーディングオーナーという）
- 生産者部門（通常は収得賞金額を集計する。1位の生産者をリーディングブリーダーという）

などの部門がある。